# Gudhem
Gudhem is een plaats in de gemeente Falköping in het landschap Västergötland en de provincie Västra Götalands län in Zweden. De plaats heeft 436 inwoners (2005) en een oppervlakte van 34 hectare.

## Galerij

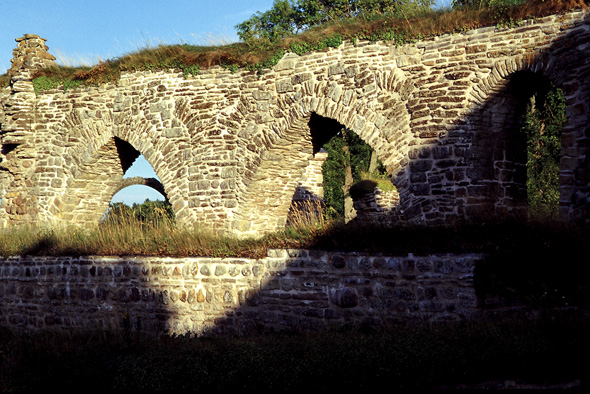
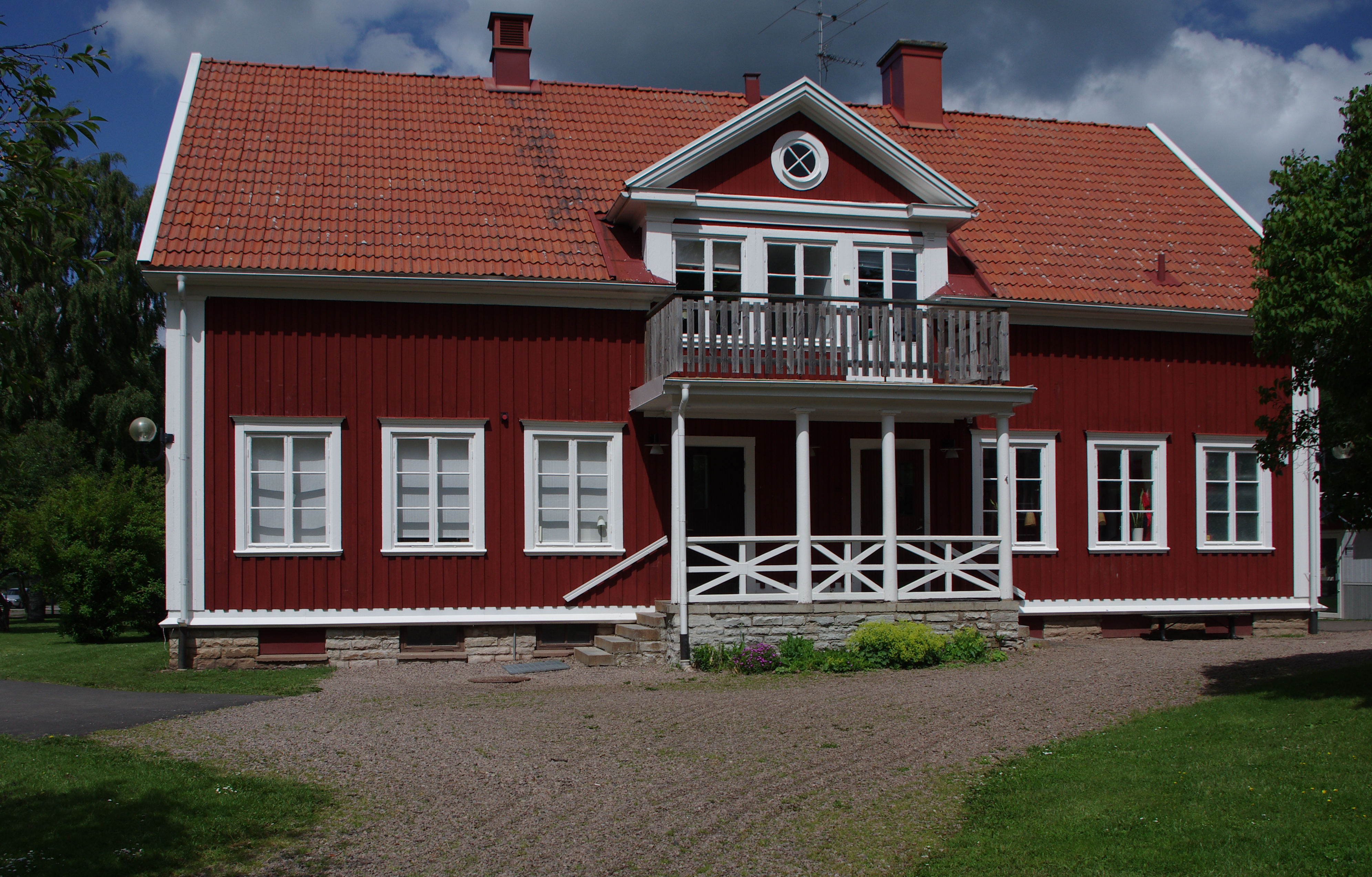
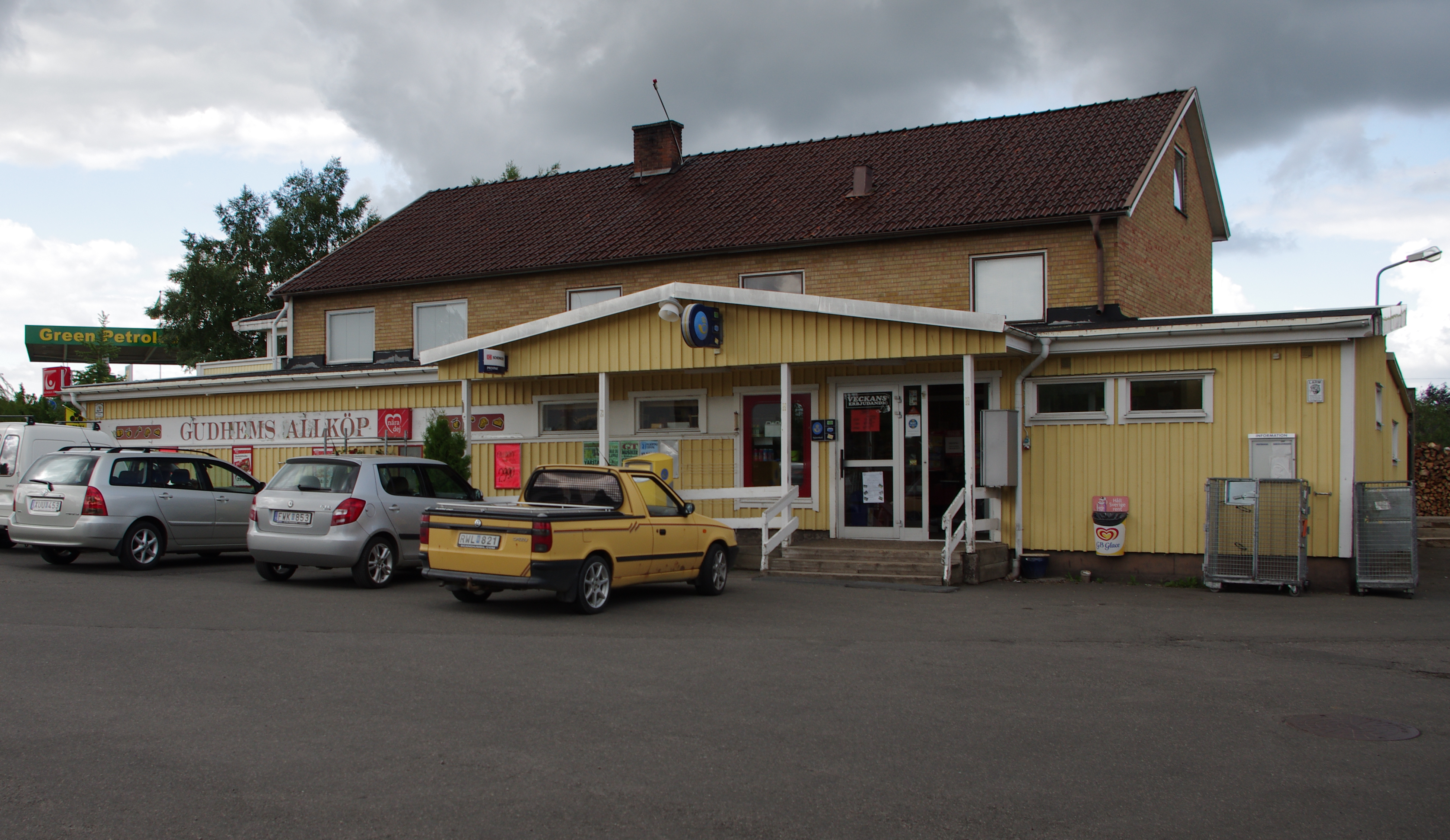

## Verkeer en vervoer
Bij de plaats loopt de Länsväg 184.